# Teatro comunale Webben Facchini
Il teatro comunale Webben Facchini è un teatro situato nella piazza principale di Medolla, in provincia di Modena.

## Storia
Il teatro di Medolla venne costruito in epoca fascista a breve distanza dal palazzo del municipio. L'edificio è costituito da un solido corpo unico a pianta rettangolare. La facciata, semplice e priva di grandi decorazioni, richiama lo stile modernista tipico del periodo di costruzione: le cornici delle finestre al primo piano, il fastigio e il balconcino posti al centro.
Progettato dall'architetto mirandolese Araldo Vincenzi e dall'ingegnere Renzo Bertolani, il "Teatro del Littorio" fu edificato dal 1927 e inaugurato il 27 ottobre 1928 con la messa in scena della Lucia di Lammermoor di Gaetano Donizetti. L'edificio comprendeva un atrio, una sala all'italiana a ferro di cavallo con una sola galleria sui tre lati e un palcoscenico con sottopalco.
Nel secondo dopoguerra, tra il 1946 e il 1948, il teatro venne intitolato alla memoria del giovane partigiano gappista medollese Webben Facchini, nato a Medolla il 26 giugno 1918 e ucciso dai nazifascisti in combattimento il 22 aprile 1945 nella frazione di Villafranca, medaglia di bronzo al valor militare.
In seguito, il teatro fu riammodernato nel 1957 e 1959, con la realizzazione di una sala adatta anche alle proiezioni cinematografiche.
Nel 1992 il teatro Facchini venne chiuso, per poi essere completamente ristrutturato e riammodernato, migliorando in articolare l'acustica, grazie ad un finanziamento delle amministrazioni comunale e regionale. Il teatro viene reinaugurato l'8 dicembre 2006, riprendendo le rassegne cinematografiche, il teatro per ragazzi e quello dialettale, oltre a concerti e altri eventi.
Il teatro è stato danneggiato dal terremoto dell'Emilia del 2012, rimanendo poi chiuso per diversi anni in attesa dei lavori di recupero. Dopo una spesa di circa 700.000 euro per il consolidamento antisismico dell'edificio, il teatro è stato riaperto il 9 dicembre 2018.
Nel 2020, in occasione del 75º anniversario della liberazione d'Italia, il consiglio comunale ha deliberato di apporre una lapide alla memoria del partigiano Webben Facchini sulla facciata esterna del teatro a lui intitolato.